# Pseudantonina aeria
Pseudantonina aeria är en insektsart som beskrevs av Williams och Granara de Willink 1992. Pseudantonina aeria ingår i släktet Pseudantonina och familjen ullsköldlöss. Inga underarter finns listade i Catalogue of Life.